# Kanton Neuilly-sur-Seine-Sud
Kanton Neuilly-sur-Seine-Sud (fr. Canton de Neuilly-sur-Seine-Sud) je francouzský kanton v departementu Hauts-de-Seine v regionu Île-de-France. Tvoří ho jižní část města Neuilly-sur-Seine.